# 枚方市立第一中学校
枚方市立第一中学校（ひらかたしりつ だいいちちゅうがっこう）は、大阪府枚方市渚東町にある公立中学校。
枚方市（当時・北河内郡枚方町）で最初の公立中学校として、1947年に創立した。英語科と数学科で少人数指導の取り組みをおこなっている。校舎は小高い丘の上に立っており、校舎の窓から淀川越しに「天下分け目の天王山」の元になった天王山が望める。

## 沿革
- 1947年4月 - 学制改革に伴い、枚方町立中学校として発足。
- 1947年8月 - 枚方市の市制施行により、枚方市立中学校と校名変更。
- 1951年4月 - 枚方市立第一中学校と改称。枚方市立第二中学校を分離。
- 1960年4月 - 枚方市立第三中学校を分離。
- 1971年4月 - 枚方市立中宮中学校を分離。
- 1983年4月 - 本校と枚方市立第三中学校から、枚方市立渚西中学校を分離。

## 通学区域
- 枚方市立殿山第一小学校、枚方市立禁野小学校（旧枚方市立高陵小学校・枚方市立中宮北小学校）の通学区域全域。
- 枚方市立小倉小学校の通学区域の大半。

## 出身者
- 山田 與志 - 漫才師
- 多田 健二 - 漫才師
- ハイヒールリンゴ - 漫才師
- 井下好井　井下大活躍 - 漫才師
- ミスターちん - 漫才師
- 森脇健児 - タレント
- 岡田准一 - 歌手・俳優・タレント（のち転校）
- 尾崎匠海 - アイドル・歌手
- 笑福亭岐代松 - 落語家
- 藤原亮介 - DJ
- 野田毅 - 政治家
- 馬場信浩 - 作家
- 原田和真 - 騎手
- 岩井琉磨那 -俳優、モデル

## 交通
- 京阪本線 御殿山駅 東へ約800m。